# Роджер Кінгдом
Роджер Кінгдом (англ. Roger Kingdom; нар. 26 серпня 1962, В'єнна, Джорджія, США) — американський легкоатлет, що спеціалізується на бігу з бар'єрами, дворазовий олімпійський чемпіон (1984 та 1988 роки).

## Кар'єра
| Рік             | Змагання                     | Місто                | Місце           | Дисципліна        | Примітки        |
| Представник США | Представник США              | Представник США      | Представник США | Представник США   | Представник США |
| --------------- | ---------------------------- | -------------------- | --------------- | ----------------- | --------------- |
| 1984            | Олімпійські ігри             | Лос-Анджелес, США    | 1               | 110 м з бар'єрами | 13.20           |
| 1988            | Олімпійські ігри             | Сеул, Південна Корея | 1               | 110 м з бар'єрами | 12.98           |
| 1989            | Чемпіонат світу в приміщенні | Будапешт, Угорщина   | 1               | 60 м з бар'єрами  | 7.43            |
| 1989            | Універсіада                  | Дейсбург, Німеччина  | 1               | 110 м з бар'єрами | 13.26           |
| 1989            | Кубок світу IAAF             | Барселона, Іспанія   | 1               | 110 м з бар'єрами | 12.87           |
| 1995            | Чемпіонат світу              | Гетеборг, Швеція     | 3               | 110 м з бар'єрами | 13.19           |
| 1995            | Фінал Гран-прі IAAF          | Монте-Карло, Монако  | 4               | 110 м з бар'єрами | 13.34           |
| 1997            | Фінал Гран-прі IAAF          | Фукуока, Японія      | 7               | 110 м з бар'єрами | 13.26           |